# 佐々木元 (映画監督)
佐々木 元（ささき げん、1939年7月28日 - 1997年）は、日本の映画監督である。

## 人物・来歴

### 記録映画・テレビ映画から成人映画へ
1939年（昭和14年）7月28日、長崎県北高来郡小野村大字小野島（現在の同県諫早市小野島町）に生まれる。本名は不明であるが、姓は「春野」（はるの）であるという。
1955年（昭和30年）4月、長崎県立諫早高等学校に進学する。2学年下の後輩に、のちに脚本家となる市川森一がいた。1958年（昭和33年）3月、同校を卒業して東京に移り、早稲田大学政治経済学部に進学するも、満23歳を迎える1962年（昭和37年）には同学を中途退学する。その後は、織田良一郎の芸術映画社、大映テレビ室（現在の大映テレビ）等の記録映画、テレビ映画の製作会社で製作部や演出部の助手を務めた。高橋伴明（1949年 - ）によれば、佐々木は大男であり、助監督時代は「いつも素足に下駄履きという出立ちで飲み屋街を闊歩」「武勇伝は数限りなく聞かれる」という、極めてバンカラなものであったという。高橋は『㊙欲情物語 ボディー洗い』（1971年）のクレジットに「高橋伴」の名で、佐々木のチーフ助監督を務めている記録がある。
その後、成人映画の世界に転身し、撮影所の育ちで高橋伴明曰く「完全・緻密志向」の新藤孝衛（1932年 - ）、西原儀一（1929年 - 2009年）の助監督につく。1966年（昭和41年）6月、満26歳にして監督に昇進、同年8月に公開された辰巳典子の主演作『原色の世代 脱がされた制服』で監督デビューする。高橋伴明によれば、佐々木の作風は新藤・西原の両師に似ず、「それを糾弾するかのように演出は大胆で自由奔放な方向へと傾斜」したという。『日本映画発達史』の田中純一郎は、同書のなかで黎明期のおもな脚本家・監督として、若松孝二、高木丈夫（本木荘二郎の変名）、南部泰三、小林悟、新藤孝衛、糸文弘、小川欽也、小森白、山本晋也、湯浅浪男、宮口圭、藤田潤一、小倉泰美、浅野辰雄、渡辺護、片岡均（水野洽の変名）、福田晴一、深田金之助の名を挙げているが、師の西原儀一の名もなく、佐々木についても言及されてはいない。1968年（昭和43年）10月1日に発行された専門誌『成人映画』第33号で行われた「主流監督6人座談会 五社のピンク攻勢くそくらえ！」では、渡辺護（1931年 - 2013年）、向井寛（1937年 - 2008年）、山下治（1936年 - 没年不詳）、奥脇敏夫（1938年 - ）、新藤孝衛とともに選ばれ、座談を交わしている。同座談会では、ほとんど向井がしゃべっており、佐々木の発言はただひと言、自分の与えられた製作予算の数値を220万円と述べた部分だけが収録されている。
高橋によればこの時期の頂点は、1969年（昭和44年）2月に公開された一星ケミの主演作『悶え狂い』であり、「それまでのピンクの常識を破ったものとして注目された」とする。金井勝によれば、金井は同作の撮影技師を務めており、脚本にクレジットされた「立花豊」とは「鈴木清順グループ」、つまりは「たぶん田中陽造」であるといい、野田真吉が同年の『映画芸術』のベストテンに投票したという。1970年（昭和45年）12月に発行された雑誌『シナリオ』通巻第270号で行われた座談会「ピンク映画プロの諸問題 二〇〇万円の中の自由」では、監督の木俣堯喬、梅沢薫、脚本家の下飯坂菊馬、脚本家で同誌編集長の山口権士とともに、座談を交わした。
1971年（昭和46年）11月、老舗であり大手五社の一社であった日活が成人映画路線に全面的に舵を切り、「日活ロマンポルノ」（1971年 - 1988年）を開始するが、佐々木は基本的にはこれに参加していない。1972年（昭和47年）1月に公開された『色道魔』は、近親相姦をテーマとした作品であり、高橋によれば「営業用作品群に背を向けた彼のささやかなプロテスト」であるという。高橋は、1976年（昭和51年）12月24日発行の『日本映画監督全集』で、「この作品を境に業界の商業ペースに組み込まれていき、9年足らずで120本以上を作り、「昼メロを撮り続けてきたような気分だ」と言い残して1972年業界を去った」と書いているが、翌1973年（昭和48年）以降も佐々木は作品を発表している。1974年（昭和49年）7月6日に公開された泉ユリの主演作『情事の果て』が日活の配給により公開されているが、同作は外部製作によるものであり、佐々木にとっての最初で最後の「日活ロマンポルノ」であった。いくつかのデータベースでは、佐々木が監督しプリマ企画が製作、日活が配給した旨の記述が散見されるが、これは代々木忠の監督作との混同である。
1975年（昭和50年）6月1日に公開された東祐里子の主演作『枕絵草紙 女狩り道中記』を最後に、作品歴は途絶えている。満36歳の誕生日を目前とした引退であった。高橋は「映画監督をやめたあとは大衆酒場を経営、自らカウンターに立っている」と、『日本映画監督全集』が発行された当時の近況を伝えている。『ピンク映画水滸伝 その二十年史』を現した鈴木義昭も、同書が発行された1983年（昭和58年）当時の近況として「現在は酒場を経営していると聞く」と書く。神奈川県藤沢市、同鎌倉市で酒場を経営していたが、1997年（平成9年）に死去した。満57-58歳没。佐々木について、野上正義（1940年 - 2010年）はのちに「あまり知られていないが、黄金期の監督のひとり」と評した。

### 再評価
2011年（平成23年）5月14日 - 同年7月15日にラピュタ阿佐ヶ谷で行われた「60年代まぼろしの官能女優たち PART II」の特集上映で、野上が主演した監督作『肌のもつれ』（1969年）が、69分尺の16mmフィルム版上映プリントで上映された。初期「日活ロマンポルノの女王」白川和子の「独立プロ時代の佳作が見つかった」と、その上映のボディコピーに書かれた。同作の同プリントは、同年9月16日 - 同17日に神戸映画資料館で行われた「第一の伝説 名優・野上正義 追悼」の特集上映でも上映された。同作は「サスペンスタッチで魅せる佐々木元監督絶頂期の佳作」と評価されている。
2015年（平成27年）1月現在、佐々木作品のビデオグラムは未だかつて発売されておらず、デジタル配信も行われていない。

## フィルモグラフィ
特筆以外すべてのクレジットは「監督」である。東京国立近代美術館フィルムセンター（NFC）等の所蔵・現存状況についても記す。
- 『原色の世代 脱がされた制服』 : 脚本北沢順、主演辰巳典子、製作東京芸術映画協会、配給関東ムービー配給社、1967年8月公開（成人映画・映倫番号 15021） - 監督デビュー作
- 『狂ったいとなみ』 : 製作林政頼、主演一星ケミ、脚本葉田良二、製作東京芸術映画協会、配給関東ムービー配給社、1967年10月13日公開（成人映画・映倫番号 15089） - 監督、70分の16mmフィルム版上映用プリントをデジタルミームが所蔵[13]
- 『毒婦』 : 企画津島友孝、製作・脚本小諸次郎、製作青年群像、配給明光セレクト、1967年公開（成人映画・映倫番号 15188）

- 『熱い犯行』 : 製作鷲尾飛天丸、企画千葉実、脚本五代斗志夫、主演ハニーヨシカワ、製作・配給日本シネマ、1968年6月公開（成人映画・映倫番号 15402）
- 『赤い快楽』 : 主演市村譲二、製作前衛企画、配給日本シネマ、1968年9月公開（成人映画・映倫番号 15450）
- 『不倫のたのしみ』 : 製作鷲尾飛天丸、企画千葉実、脚本五代斗志夫、主演高月絢子、製作前衛企画、配給日本シネマ、1968年9月公開（成人映画・映倫番号 15505） - 監督、72分の上映用プリントをNFCが所蔵[7]
- 『続・肉体女優日記』 : 製作中沢鋭二、企画佐藤英理、脚本池田正一、主演乱孝寿、製作前衛企画、配給日本シネマ、1968年10月公開（成人映画・映倫番号 15521）
- 『穴じかけ』 : 製作・企画上松宗夫、脚本浜多加志、主演渚マリ、製作上松プロダクション、配給日映、1968年12月公開（成人映画・映倫番号 15646）
- 『朝まで抱いて』 : 製作上松宗夫、製作上松プロダクション、配給日映企画、1968年公開（成人映画・映倫番号 15681）
- 『色狼』 : 製作小諸次郎、主演大月麗子、製作青春群像、配給関東映配、1968年公開（成人映画・映倫番号 15269）
- 『女が乱れるとき』 : 製作大東放映、1968年公開（成人映画・映倫番号 15622）
- 『悪徳女校医』（『悪徳女高医』） : 製作馬場内弘、企画竜実、主演辰巳典子、製作・配給日本シネマ、1968年公開（成人映画・映倫番号 15701） - 監督（福田晴一とも）、福田晴一を監督とする版74分の上映用プリントをNFCが所蔵[7]
- 『お妾女高生』 : 製作馬場内弘、企画竜実、脚本池田正一、主演桂奈美、製作・配給日本シネマ、1968年公開（成人映画・映倫番号 15843） - 監督（嵯峨泰彦とも）、嵯峨泰彦を監督とする版63分の上映用プリントをNFCが所蔵[7]
- 『好色ガードマン』 : 製作馬場内弘、企画竜実、製作・配給日本シネマ、1968年公開（成人映画・映倫番号 15683）

- 『夜の技巧』 : 製作上松宗夫、企画松田武美、脚本黒沢良隆、主演清水世津、製作上松プロダクション、配給日映企画、1969年1月公開（成人映画・映倫番号 15600）
- 『知りすぎた女高生』 : 監修向井寛、脚本宗豊、主演ハニーレーヌ、製作・配給中央映画、1969年1月公開（成人映画・映倫番号 15739） - 監督、72分の上映用プリントをNFCが所蔵[7]
- 『野郎と情婦』 : 製作香取環・後藤充弘、企画葵映画企画、脚本立花豊、主演清水世津、製作・配給葵映画、1969年2月公開（成人映画・映倫番号 15763）
- 『悶え狂い』 : 製作・企画上松宗夫、原案松田武美、脚本立花豊、撮影金井勝、主演一星ケミ、製作上松プロダクション、配給日映企画、1969年2月公開（成人映画・映倫番号 15712）
- 『濡れた裸身』 : 製作・主演香取環、企画葵映画企画、脚本立花豊、製作・配給葵映画、1969年4月公開（成人映画・映倫番号 15827）
- 『肌のもつれ』 : 脚本井田川実範、主演火鳥こずえ、製作北都プロダクション、配給葵映画、1969年8月14日審査・同月公開（成人映画・映倫番号  16030） - 監督、69分の16mmフィルム版上映用プリントが現存[25][26]
- 『甘すぎた情事』 : 主演小桜ミミ、製作日本芸術協会、1969年9月28日審査・10月公開（成人映画・映倫番号 16054） - 監督、70分の16mmフィルム版上映用プリントをデジタルミームが所蔵[13]
- 『猫なめずり』 : 製作馬場内弘、企画竜実、脚本日吉一平、主演辰巳典子、製作・配給日本シネマ、1969年12月公開（成人映画・映倫番号 16136） - 監督、65分の上映用プリントをNFCが所蔵[7]
- 『悪徳中絶医』 : 製作・配給中央映画、1969年公開（成人映画・映倫番号 16097）

- 『夜の穴場』 : 製作馬場内弘、企画竜実、製作・配給日本シネマ、1970年2月公開（成人映画・映倫番号 16253）
- 『昭和色豪伝 浮気のテクニック』 : 製作馬場内弘、企画竜実、脚本池田正一、主演辰巳典子、製作・配給日本シネマ、1970年5月26日審査・公開（成人映画・映倫番号 16386） - 監督、72分の上映用プリントをNFCが所蔵[7]
- 『好色数え唄 私を泣かせて』 : 製作馬場内弘、企画竜実、脚本池田正一、主演津崎公平・辰巳典子、製作・配給日本シネマ、1970年9月16日審査・公開（成人映画・映倫番号 16517） - 監督、65分の上映用プリントをNFCが所蔵[7]
- 『赤線団地夫人』 : 製作馬場内弘、企画竜実、脚本池田正一、主演谷身知子、製作・配給日本シネマ、1970年12月8日審査・公開（成人映画・映倫番号 16607） - 監督、71分の上映用プリントをNFCが所蔵[7]
- 『愛欲一代』 : 主演北見マヤ、製作・配給ワールド映画、1970年公開（成人映画・映倫番号 16576）

- 『女高生危険な遊び』 : 主演高鳥和子、製作・配給ワールド映画、1971年1月公開（成人映画・映倫番号 16649）
- 『脱ぐまで待って』（『脱ぐまだ待って』） : 製作馬場内弘、企画竜実、主演香取環・青山美沙、製作・配給日本シネマ、1971年2月公開（成人映画・映倫番号 16675） - 監督、69分の上映用プリントをNFCが所蔵[7]
- 『寝こみ百態』 : 製作・配給ワールド映画、1971年3月公開（成人映画・映倫番号 16698）
- 『好色夫婦』 : 製作関東映配、配給OP映画配給、1971年3月公開（成人映画・映倫番号 16701） - 監督（梅沢薫とも）
- 『女教師の戯れ』 : 主演島江梨子、製作ワールド映画、配給大蔵映画、1971年4月公開（成人映画・映倫番号 16704）
- 『戦後売春地 夜の生態』（『夜の生態』） : 主演白川和子、製作ワールド映画、配給OP映画配給、1971年5月公開（成人映画・映倫番号 16776）
- 『無軌道娘 性教育肌合せ』（『性教育肌あわせ』） : 主演一星ケミ・杉村久美、製作ワールド映画、配給OP映画配給、1971年6月22日審査・7月公開（成人映画・映倫番号 16836）
- 『女はつらいは 色情篇』 : 製作・配給ワールド映画、1971年8月公開（成人映画・映倫番号 16866）
- 『男狂い・女蕩し』 : 主演真湖道代、製作・配給大蔵映画、1971年9月公開（成人映画・映倫番号 16899）
- 『性の炎情』 : 主演高見由紀、製作ワールド映画、配給OP映画配給、1971年7月23日審査・9月公開（成人映画・映倫番号 16871）
- 『壺さがし 三番勝負』（『つぼさがし三番勝負』） : 製作馬場内弘、企画竜実、脚本池田正一、主演瀬川ルミ、製作・配給日本シネマ、1971年9月公開（成人映画・映倫番号 16894） - 監督、73分の上映用プリントをNFCが所蔵[7]
- 『好色グループ』 : 主演香取環、製作・配給大蔵映画、1971年10月公開（成人映画・映倫番号 16937）
- 『㊙欲情物語 ボディー洗い』（『ボディ洗い』） : 製作馬場内弘、企画竜実、脚本池田正一、助監督高橋伴、主演東祐里子、製作・配給日本シネマ、1971年11月10日審査・公開（成人映画・映倫番号 16975） - 監督、67分の上映用プリントをNFCが所蔵[7]
- 『夜の本番 エロテスト』（『エロテスト』） : 製作馬場内弘、企画竜実、脚本池田正一、主演杉村久美、製作・配給日本シネマ、1971年12月公開（成人映画・映倫番号 17010） - 監督、69分の上映用プリントをNFCが所蔵[7]

- 『強烈!性を好む女』 : 主演宮下順子、製作ワールド映画、配給OP映画配給、1972年1月公開（成人映画・映倫番号 17046）
- 『色道魔』 : 製作国映、配給新東宝興業、1972年1月公開（成人映画・映倫番号 不明）
- 『処女狩り』 : 製作馬場内弘、企画竜実、製作・配給日本シネマ、1972年1月公開（成人映画・映倫番号 17051）
- 『ある性豪』 : 製作国映、配給新東宝興業、1972年2月公開（成人映画・映倫番号 17090）
- 『幼ない性と熟した性』 : 主演一星ケミ・青山美沙、製作ワールド映画、配給OP映画配給、1972年2月公開（成人映画・映倫番号 17064）
- 『セックス・ゲリラ』 : 主演一星ケミ、製作21世紀プロダクション、配給大東映画、1972年1月19日審査・2月公開（成人映画・映倫番号 17077） - 監督（稲尾実とも）
- 『祇園寝物語 京娘の初夜』 : 主演小川マリヤ・大月麗子、製作ワールド映画、配給OP映画配給、1972年3月公開（成人映画・映倫番号 17139）
- 『肉風呂温泉旅館』 : 製作馬場内弘、企画竜実、製作・配給日本シネマ、1972年3月公開（成人映画・映倫番号 17116）
- 『野獣の挽歌 貞操泥棒』（『貞操泥棒』） : 製作馬場内弘、企画竜実、脚本池田正一、主演山本昌平・大月麗子、製作・配給日本シネマ、1972年4月公開（成人映画・映倫番号 17160） - 監督、71分の上映用プリントをNFCが所蔵[7]
- 『続わいせつ?』（『続・ワイセツ?』） : 製作馬場内弘、企画竜実、製作・配給日本シネマ、1972年5月公開（成人映画・映倫番号 17199）
- 『ヤミドキュメント 夜の態位 歓喜』 : 製作馬場内弘、企画竜実、製作・配給日本シネマ、1972年9月公開（成人映画・映倫番号 17354）

- 『変態系図』（『変態集団』） : 製作馬場内弘、企画竜実、製作・配給日本シネマ、1973年1月公開（成人映画・映倫番号 17490）
- 『結婚予備SEX 同棲時代』 : 製作馬場内弘、企画竜実、製作・配給日本シネマ、1973年3月公開（成人映画・映倫番号 17553）
- 『味くらべ』 : 製作国映シネマ、配給新東宝興業、1973年6月公開（成人映画・映倫番号 17658）
- 『痴女の秘事』 : 主演青山リマ、製作大東映画、配給OP映画配給、1973年8月公開（成人映画・映倫番号 17700）
- 『女体チン没』 : 製作国映シネマ、配給新東宝興業、1973年9月公開（成人映画・映倫番号 17768）
- 『OL愛欲日記 奪われたいの!!』 : 脚本木下洋、出演伊豆京子、製作映像社、配給佐々木プロ、1973年12月8日公開（成人映画・映倫番号 17873）[28]

- 『女の攻め所』 : 製作馬場内弘、企画竜実、製作日本シネマ、配給新東宝興業、1974年1月公開（成人映画・映倫番号 17907）
- 『情事のたくらみ』 : 製作国映、配給新東宝興業、1974年3月公開（成人映画・映倫番号 17968）
- 『失神の快楽』 : 主演東祐里子、製作大東映画、配給OP映画配給、1974年3月公開（成人映画・映倫番号 17936）
- 『悪女のいたづら』（『悪女のいだづら』） : 製作馬場内弘、企画竜実、製作日本シネマ、配給新東宝興業、1974年4月公開（成人映画・映倫番号 17984）
- 『エロスの欲情』 : 主演東祐里子、製作大東映画、配給OP映画配給、1974年5月公開（成人映画・映倫番号 18014）
- 『名器』 : 製作馬場内弘、企画竜実、製作日本シネマ、配給新東宝興業、1974年6月公開（成人映画・映倫番号 18052）
- 『情事の果て』 : 製作矢田照彦、企画野呂一平、脚本池田正一、主演泉ユリ、製作GMN、配給日活、1974年7月6日公開（成人映画・映倫番号 17918）
- 『色ごと師勝負』（『色ごと請負師』） : 製作・配給新東宝興業、1974年7月公開（成人映画・映倫番号 17981）
- 『性炎の女』 : 主演南ゆき、製作大東映画、配給OP映画配給、1974年7月公開（成人映画・映倫番号 18069）
- 『ブロンドセックス』 : 製作馬場内弘、企画竜実、製作日本シネマ、配給新東宝興業、1974年7月公開（成人映画・映倫番号 18086）
- 『セックスビジネス 性専門』（『性・専門』） : 主演南ユキ、製作大東映画、配給OP映画配給、1974年8月公開（成人映画・映倫番号 18094）
- 『悪女性艶』 : 主演東祐里子、製作大東映画、配給OP映画配給、1974年9月公開（成人映画・映倫番号 18132）
- 『熟れた欲情』 : 主演東祐里子、製作大東映画、配給OP映画配給、1974年10月公開（成人映画・映倫番号 18187）
- 『性市場』（『性・市場』） : 主演仁科鳩美、製作・配給大蔵映画、1974年12月公開（成人映画・映倫番号 18206）

- 『実録毒婦性絵巻 お伝色ざんげ』（『お伝色ざんげ』） : 主演谷ナオミ、製作・配給大蔵映画、1975年1月4日公開（成人映画・映倫番号 18258）
- 『毒婦性絵巻 実録お梅色ごよみ』（『実録毒婦性絵巻 実録梅色ごよみ』） : 主演大月麗子、製作・配給大蔵映画、1975年1月28日公開（成人映画・映倫番号 18258）
- 『青春の性戯』 : 主演宮亜紀子、製作・配給大蔵映画、1975年2月7日公開（成人映画・映倫番号 18275）
- 『華麗な浮気夫人』 : 主演桜マミ、製作大東映画、配給OP映画配給、1975年3月11日公開（成人映画・映倫番号 18340）
- 『鬼神のお松色狂い 実録性絵巻』（『鬼神のお松色狂い』） : 製作馬場内弘、企画竜実、脚本、主演真湖道代、製作日本シネマ、配給大蔵映画、1975年3月21日公開（成人映画・映倫番号 18256）
- 『旅枕好色女開道』 : 主演南ユキ、製作・配給大蔵映画、1975年5月1日公開（成人映画・映倫番号 18362）
- 『枕絵草紙 女狩り道中記』（『女狩り道中記』） : 主演東祐里子、製作・配給大蔵映画、1975年6月1日公開（成人映画・映倫番号 18363）

下記は代々木忠との混同
- 『サド・マゾ・レズ』 : 主演真湖道代、脚本原良輔、製作プリマ企画、配給日活、1971年12月29日公開（1972年1月27日審査・公開とも、成人映画・映倫番号 17056）
- 『ドキュメントポルノ 痴漢 ㊙レポート』 : 製作プリマ企画、配給日活、1973年3月3日公開（成人映画・映倫番号 17546）
- 『ドキュメントポルノ いろ気狂い』（『ドキュメントポルノ 色狂い』） : 製作プリマ企画、配給日活、1974年3月13日公開（成人映画・映倫番号 17969）
- 『セミドキュメント 続・(秘)夜這い』 : 製作渡辺忠、主演大原恵子、製作ワタナベプロダクション、配給日活、1975年8月公開（成人映画・映倫番号 18460）

## ビブリオグラフィ
国立国会図書館蔵書等にみる論文・座談会等の書誌である。
- 「主流監督6人座談会 五社のピンク攻勢くそくらえ!」渡辺護・向井寛・佐々木元・山下治・奥脇敏夫・新藤孝衛 : 『成人映画』通巻第33号所収、現代工房、1968年10月1日発行、p.4-9.
- 座談会「ピンク映画プロの諸問題 二〇〇万円の中の自由」木俣堯喬・佐々木元・梅沢薫・下飯坂菊馬・山口権士 : 『シナリオ』第26巻第12号通巻第270号所収、シナリオ作家協会、1970年12月発行、p.42-51.